# Robert South
Robert South, född den 4 september 1634 i Hackney, Middlesex, död den 8 juli 1716 i Westminster, var en engelsk präst.
South, som var canonicus vid Christ Church i Oxford, var en högt begåvad talare, en mästare i analys av mänskliga svagheter. I den engelska predikans historia intar han ett berömt namn.